# Stranger Than Fiction (musikalbum)
För andra betydelser, se Stranger Than Fiction.
Stranger Than Fiction är Bad Religions åttonde studioalbum, utgivet 30 augusti 1994. Det var deras första album på skivbolaget Atlantic Records. Gitarristen och låtskrivaren Brett Gurewitz lämnade bandet efter albumet, han återkom dock 2001.
Albumet gästas av Tim Armstrong (från Rancid) och Jim Lindberg (från Pennywise) som sjunger på låtarna "Television" respektive "Marked", samt av Wayne Kramer (från MC5) som spelar gitarr på "Incomplete".

## Låtlista
1. "Incomplete" (Brett Gurewitz) - 2:28
2. "Leave Mine to Me" (Greg Graffin) - 2:07
3. "Stranger Than Fiction" (Brett Gurewitz) - 2:20
4. "Tiny Voices" (Greg Graffin) - 2:36
5. "The Handshake" (Greg Graffin) - 2:50
6. "Better Off Dead" (Brett Gurewitz) - 2:39
7. "Infected" (Brett Gurewitz) - 4:08
8. "Television" (Brett Gurewitz/Johnette Napolitano) - 2:03
9. "Individual" (Greg Graffin) - 1:58
10. "Hooray for Me..." (Brett Gurewitz) - 2:50
11. "Slumber" (Greg Graffin) - 2:39
12. "Marked" (Brett Gurewitz) - 1:48
13. "Inner Logic" (Greg Graffin) - 2:58
14. "What It Is" (Greg Graffin) - 2:08
15. "21st Century (Digital Boy)" (Brett Gurewitz) - 2:47
Bonuslåtar
16. "News from the Front" (Brett Gurewitz/Jay Bentley/Bobby Schayer) - 2:22 (Europa och Japan)
17. "Markovian Process" (Greg Graffin) - 1:29 (Europa och Japan)
18. "Leaders and Followers" (Greg Graffin) - 2:39 (Japan)